# Gabrowo (obwód Błagojewgrad)
Gabrowo (bułg. Габрово) – wieś w Bułgarii, w obwodzie Błagojewgrad, w gminie Błagojewgrad. Według danych szacunkowych Ujednoliconego Systemu Ewidencji Ludności oraz Usług Administracyjnych dla Ludności, 15 grudnia 2018 roku miejscowość liczyła 34 mieszkańców.

## Ludzie związani z miejscowością
- Dimityr Milew (1882–1903) – bułgarski rewolucjonista
- Sofronij Stojanow (1878–1903) – bułgarski wojewoda
- Boris Sugarew (1871–1903) – bułgarski rewolucjonista